# ТНМК
ТНМК (на украински: Танок на Майдані Конґо) е известен хип-хоп състав от Харков. Групата е сформирана на 14 юни 1989 г. През 1998 г. издава първия си албум „Зроби мені хіп-хоп“.
Групата е известна с изкусните си, леко иронични текстове. Тя смесва хип-хопа с рок, фънк и джаз и свири на истински инструменти в албумите си и на живо, вместо да използва семплиране и дръм машини.

## Дискография
- „Зроби мені хіп-хоп“ (1998)
- „Нєформат“ (2001)
- „Пожежі міста Вавілон“ (2004)
- „Сила“ (2005)
- „С. П. А. М.“ (2010)
- „Дзеркало“ (2014) (2002)